# كأس هولندا 2019–20
كأس هولندا 2019–20 هو الموسم 102 من كأس هولندا. أقيم خلال الفترة 17 أغسطس 2019 وكان من المقرر أن تلعب مباراة النهائي في 19 أبريل 2020، وأشرف على تنظيمه الاتحاد الملكي الهولندي لكرة القدم، وكان عدد الأندية المشاركة فيه 106.
خسر حامل اللقب أياكس من أوترخت في نصف النهائي، وكان من المفترض أن تكون المباراة النهائية بين فاينورد وأوترخت، لكن تم إلغاء البطولة بسبب جائحة كورونا.